# Phänomenale Kausalität
Von „phänomenaler Kausalität“ wird in der Psychologie, spezieller auch in der Sozialpsychologie, gesprochen, wenn eine Bewegung oder die Veränderung eines Objektes als verursacht durch ein anderes Objekt wahrgenommen werden (oder etwa in der Sozialpsychologie ein Ereignis oder anderer Sachverhalt als verursacht durch die Eigenart oder das Verhalten einer Person).

„Wenn wir ein in Bewegung befindliches Objekt A sehen, können wir diese Bewegung entweder A selbst oder einem anderen Objekt B zuschreiben. Im ersten Fall sehen wir die Bewegung als spontane Aktivität von A, im zweiten Fall als passive, von B herbeigeführte Bewegung. (…)

Als erster Ansatz einer Analyse können wir sagen, daß der Ursprung und die ihm zugeschriebene Veränderung eine Einheit bilden, d.h., die Veränderung 'gehört' zum Ursprung. Die Verbindung zwischen Ursprung und Veränderung ist in vielen Fällen manifest und phänomenal, erscheint als kausale Abhängigkeit: 'Der Ursprung verursacht die Veränderung.'“

Frühe grundlegende psychologische Arbeiten zur phänomenalen Kausalität gehen vor allem auf den Gestalttheoretiker Karl Duncker (1903–1940) sowie auf den ebenfalls gestalttheoretisch orientierten belgischen Psychologen Albert Michotte (1881–1965) zurück, der 1946 über eine Reihe von Experimenten über die Kausalwahrnehmung berichtete.
Hypothesen über derartige Wahrnehmungsprozesse wurden später auch in sozialpsychologischen Experimenten überprüft. In der Sozialpsychologie wird versucht, die „Kausalattribution“ (also die Wahrnehmung oder Zuschreibung der Verursachung) durch die Attributionstheorie(n) zu erklären, die vor allem auf den Gestaltpsychologen Fritz Heider (1896–1988) zurückgehen.